# 拉马尔 (南卡罗来纳州)
拉马尔（英文：Lamar），是美国南卡罗来纳州下属的一座城市。城市类型是“Town”。其面积大约为1.17平方英里（3.03平方公里）。根据2010年美国人口普查，该市有人口989人，人口密度约为每平方 英里845.3人（约合每平方公里326.38人）。